# Avlon
Avlon (in greco Αυλών?) è un ex comune della Grecia nella periferia della Grecia Centrale (unità periferica dell'Eubea) con 5 335 abitanti secondo i dati del censimento 2001.
È stato soppresso a seguito della riforma amministrativa, detta Programma Callicrate, in vigore dal gennaio 2011 ed è ora compreso nel comune di Kymi-Aliveri.

## Località
Avlon è suddiviso nelle seguenti località (i nomi dei villaggi tra parentesi):
- Achladeri (Achladeri, Kalamos, Korasida, Perivolia, Sykies)
- Agios Georgios
- Avlonari (Avlonari, Chania, Dafni, Elaia, Lofiskos)
- Neochori
- Oktonia (Oktonia, Agios Merkourios, Mourteri)
- Orio (Orio, Myrtea)
- Orologi (Orologi, Agia Thekla, Prinaki)
- Pyrgi